# 吴彬 (画家)
吴彬，字文中，号枝隐头陀、枝庵发僧、枝隐庵主，今福建莆田人，明朝万历年间山水画家。

## 生平
唐代工部屯田员外郎吴祭之後，吳颜可之四子。寓居南京。1573年到1620年（明朝万历），吴彬出任中书舍人，后因批评宦官魏忠贤而被革职。吴彬作品《十八应真卷》作於1643年，卒年應在1643年。

## 风格
吴彬善于人物山水画，笔法粗壮，独具一格。

## 作品
- 《五百罗汉图卷》，美国克利夫兰艺术博物馆。
- 《十六应真图卷》，美国纽约大都会艺术博物馆。
- 《十八应真图卷》，尤伦斯夫妇旧藏，现藏于刘益谦龙美术馆。
- 《山阴道上图》，上海博物館。
- 《云峦秋色图》，北京故宮博物院。
- 《层峦重障图》，南京博物院。
- 《画愣严二十五圆通册》，臺北國立故宮博物院。
- 《煙江疊嶂圖》，香港藝術館。此畫繪於明萬曆三十一年（1603年），原為清宮收藏，《故宮已佚書籍書畫目錄四種》記錄此畫於1922年12月5日，由原宣統帝溥儀(1906-1967年)以賞賜為名交予胞弟溥傑(1907-1994年)，攜至宮外變賣，《故宮已佚書畫目校注》記載此畫於1953年時由美國收藏家收藏，且作者陳仁濤(1906-1968年)曾於香港獲觀此畫，最終此畫由「至樂樓」購藏並於2018年捐贈予香港藝術館。[4]
- 《菩萨像》
- 《千岩万壑图》
- 《方壶图》
- 《十面灵璧图卷》

- 翠壁丹枫扇面（大都会博物馆藏）
- 十六应真图卷（局部，大都会博物馆藏）
- 十八应真图卷（局部，龙美术馆藏）
- 十面灵璧图卷（局部，私人收藏）
- 天台图（檀香山艺术博物馆藏）
- 山水图（局部，檀香山艺术博物馆藏）
- 迎春图（克利夫兰艺术博物馆藏）
- 万壑叠嶂图（旧金山亚洲艺术博物馆藏）

## 评价
- 《画史汇要》：“吴彬字文仲，闽人。万历时官中书舍人，善山水，布置绝不摹古，皆对真景描写……能大士像亦能人物。”
- 《枝隐庵诗集序》：“吾乡吴文中，侨寓白门，名其所居曰‘枝隐庵’。日匡坐其中，诵经礼佛、吟诗作画，虽环堵萧然，而丰神朗畅，意趣安恬，大有逍遥之致。”
- 南京大儒顾起元：“八闽之高士”，“夙世词客，前身画师”。
- 福建长乐谢肇淛《五杂俎》：“……力敌松雪，传之后代，价当重连城矣”。